# Tourniquet
Tourniquet foi uma banda de thrash metal cristã, surgiu em 1990 em Los Angeles, Estados Unidos.

## História
Fundado por Ted Kirkpatrick, Guy Ritter (primeiro vocalista), Gary Lenaire e Marky Lewis nas guitarras e Erik Jan James no baixo, lançaram seu primeiro álbum, Stop the Bleeding em 1990. Este álbum recebeu duas indicações para o Dove Awards, pelo vídeo de Ark of Suffering. Ted Kirpatrick recebeu por dez anos consecutivos o prêmio de melhor compositor do ano pela Heavens Metal Magazine.
A banda faz uma mistura de thrash metal, speed metal, metal progressivo, heavy metal, hard rock, hardcore e punk rock, influenciados por compositores clássicos como Beethoven e Bach, e também por espiritualidade com perspectiva bíblica, recheadas por inspirações de jargões médicos de Edgar Allan Poe e narrativas do velho testamento.
Em 2014 a banda lança Onward to Freedom, álbum mixado e masterizado por Josh Schroeder no Random Awesome Studio; teve participações de Michael Sweet (Stryper), Mattie Montgomery (For Today), Marty Friedman (ex-Megadeth), Chris Poland (ex-Megadeth, ex-Lamb of God), Kevin Young (Disciple), Luke Easter (Tourniquet), Aaron Guerra (Tourniquet), Tony Palacios (Guardian), Rex Carrol (Whitecross, Rex Carrol Band), Bruce Franklin (Trouble), entre outros.

## Formação
- Ted Kirkpatrick (bateria)
- Aaron Guerra (guitarra e vocal)

Músicos de suporte
- Les Carlsen (vocal)
- CJ Grimmark (guitarra)
- Andy Robins (baixo)